# Волков Роман Михайлович

Меморіальна дошка Р. М. Волкову у Чернівцях.

Рома́н Миха́йлович Во́лков (1 (13) жовтня 1885, Новгород-Сіверський, Чернігівська губернія, Російська імперія – 6 травня 1959, Чернівці, УРСР, СРСР) – український фольклорист, літературознавець, професор, перший ректор Одеського інституту народної освіти (ОІНО).

## Біографія
Роман Михайлович Волков народився 1 (13) жовтня 1885 року в Новгороді-Сіверському Чернігівської губернії в сім'ї народних вчителів.

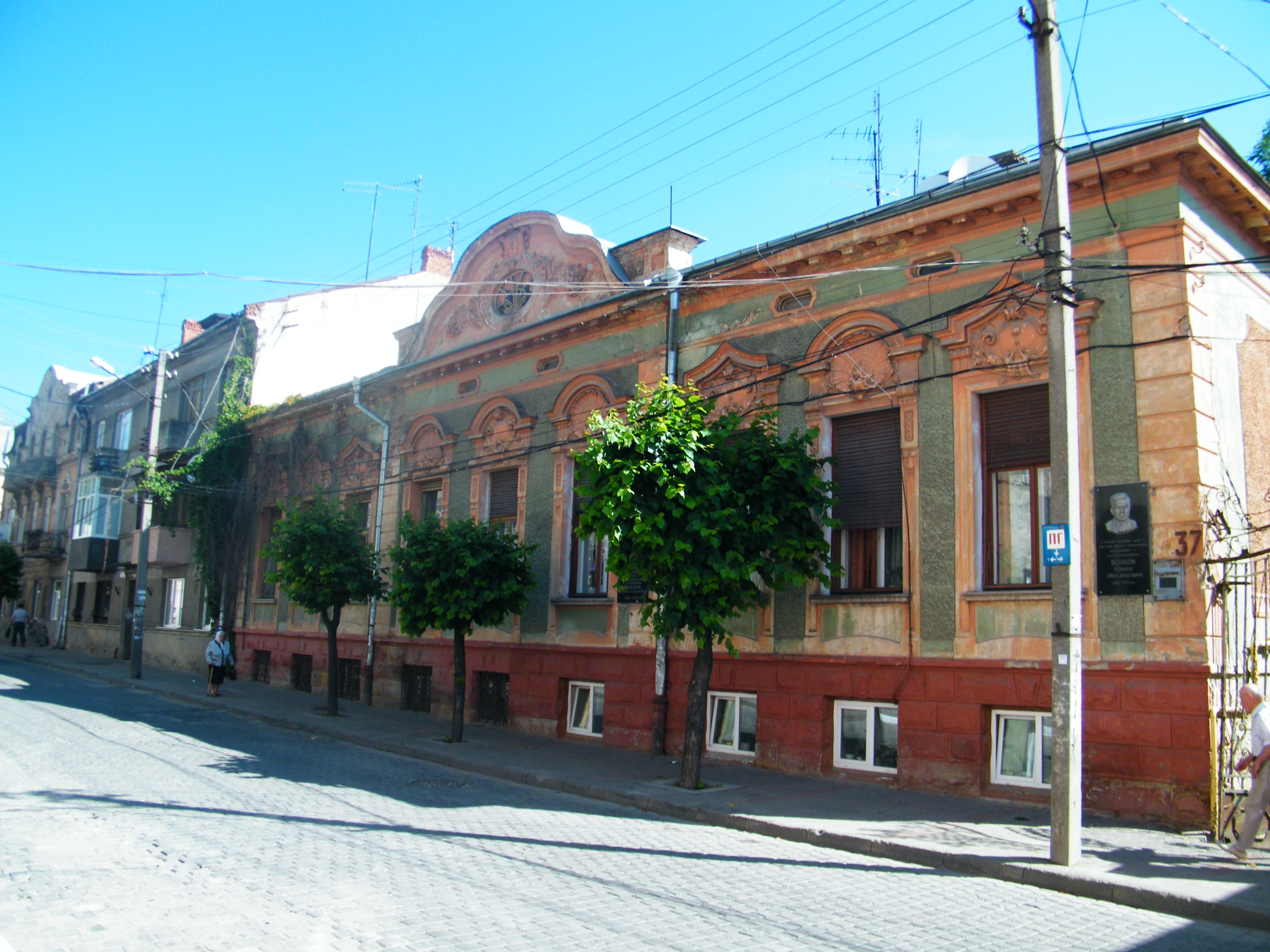
Будинок на вул Українській у Чернівцях, де мешкав Роман Михайлович Волков.

У 1912 році закінчив словесне відділення Ніжинського історико-філологічного інституту.
Під керівництвом Володимира Рєзанова вивчав фольклорні пам'ятки. Його студентська праця «Народна драма „Царь Максиміліан“» (1912) дістала високу оцінку фахівців і була видана окремою книжкою у Варшаві.
Згодом викладав в одеській гімназії.
В 1916 році склав магістерські іспити і здобув звання приват-доцента, а у 1919 році пройшов підготовку до професорського звання у Петербурзькому університеті.
У 1920–1923 роках працював ректором Одеського інституту народної освіти (ОІНО), а в 1926–1930 роках був деканом факультету соціального виховання ОІНО.
Згодом викладав в Одеському педагогічному інституті. В той же час викладав історію українського театру в Українській театральній студії, згодом – Одеському українському театральному інституті імені Марка Кропивницького.
Був біля витоків створення філологічного факультету Одеського державного університету, який очолив у 1937 році. В цей же час завідував кафедрою російської літератури.
В 1945–1950 роках обіймав посади проректора з наукової роботи та завідувача кафедри російської літератури Львівського державного університету. З 1950 року на таких же посадах працював у Чернівецькому державному університеті.
Помер 6 травня 1959 року у Чернівцях.

## Наукова діяльність

#### Дослідження фольклору
Наукові праці вченого пов'язані переважно з українським та російським фольклором. Досліджував народну драму, казки, билини, вивчав українсько-російсько-польські літературні зв'язки.
Літературознавці виділяють працю «Казка. Дослідження з сюжетоскладання народної казки. Т. 1.Казки великоруські, українські, біларуські» (1924). З квітня 1924 року по грудень 1925 року Роман Волков був головою етнографічно-діалектологічної секції Одеської комісії краєзнавства при Всеукраїнській академії наук, про що свідчить звіт за вказаний період про проведення 26-ти засідань. Як керівник цієї секції він працював над організацією музею Степової України. Крім того він вів семінари з матеріальної етнографії та фольклору, українознавства, зі стилістики казок, билин та дум, а також з ткацтва та писанкарства на Чернігівщині. Праця українського дослідника Р. М. Волкова є піонерською роботою, яка в певному сенсі задала загальний напрям семіотичних досліджень всієї проппівської традиції та визначила специфічні риси підходу до вивчення структури казки самого В. Я. Проппа. Написання цієї книги перед 1924 роком, з врахуванням недавніх буремних революційних подій, жахливого білого й червоного терору під час та відразу після громадянської війни, а також першого голодомору в Україні, слід оцінювати як наукову звитяжність.

#### Літературознавча діяльність
Поряд з фольклором Р. М. Волков вивчав творчість Л. І. Боровиковського, В. А. Жуковського, О. С. Пушкіна, Т. Г. Шевченка. У 1940 році взяв участь у створенні підручника та хрестоматії з української літератури для 8-го класу середньої школи.
Є автором 152 наукових публікацій.

#### Оцінки критиків
Посилань на дослідження Р. Волкова, окрім досить епізодичних, немає, а критика поверхнева. Серед фахових зауважень щодо концепції Романа Волкова слід назвати ті важливі дорікання, що їх висловив В. Я. Пропп. Проте, критика пройшла повз головне концептуальне ядро праці Романа Волкова. Саме чітке усвідомлення стану справ у вивченні структури казки та фольклору взагалі є однією з важливих особливостей авангардної розвідки вченого. Оцінка ним попередніх робіт як фрагментарних, несистематичних та неповних, без чітко визначених предметних областей та інструментарію досліджень, свідчить не тільки про наявність у нього методологічної рефлексії, а й про те, що він прагнув подолати ці вади. Він усвідомлював також, що необхідною умовою позитивного розв'язання теоретичних задач є критичний перегляд попередніх підходів до їхнього вирішення.

#### Класифікація казкових мотивів
Задля подолання безсистемності в класифікації Р. М. Волков пропонує своє, достатньо чітке розуміння співвідношення між казковою темою, мотивами та сюжетом, наголошуючи на виявленні інваріанту тематично споріднених казок, в результаті чого можна буде скласти методологічно коректний покажчик казкових мотивів. Дослідник поставив за мету виявити інваріант у варіаціях казкового тексту, що є вкрай плідним методологічним прийомом. Цей дослідник, з огляду на плутанину та фактичну безсистемність у наявних на той час покажчиках казкових мотивів, прагнув провести достатньо просту класифікаційну операцію, довівши наявність в тричленах ABC, CBD та DBF одного спільного члена B. Нетривіальним та новаторським було застосування цього методу до казкового матеріалу, який до цього розподілявся за окремими рубриками досить довільно, без чіткого визначення одиниць, що підлягали класифікації (сюжет, тема, мотив), що до того ж супроводжувалось логічно некоректним перекриттям класифікаційними розрядами один одного. Про це вже говорилося при аналізі класифікаційних систем А. Аарне та С. Томпсона, на мінуси яких вперше в контексті структурного аналізу казки вказав не В. Я. Пропп, а Р. М. Волков.

#### Вплив на діяльність В. Проппа
Особливим моментом оцінки роботи Р. М. Волкова є визначення його впливу на В. Я. Проппа. Прикладом є те, що в своїх працях В. Я. Пропп виділяє такі структурні казкові одиниці, походження яких стає зрозумілим лише після ознайомлення з роботою Р. М. Волкова. Значну кількість казкових епізодів, термінів та навіть посилань на конкретних авторів у працях В. Я. Проппа, присвячених казці, без перебільшення можна вважати використаними в подовження розвитку ідей, закладених в роботі Р. М. Волкова. Це саме ті інваріантні елементи казки, або синтагматичні одиниці, які в інтерпретації В. Я. Проппа через їхню трансформацію в семантичні одиниці отримали загальновідомий вигляд функцій актантів, визначених за колами їхніх дії, котрі потім стали парадигмальними.

## Праці
- Сказка. Розыскания по сюжетосложению народной сказки. — Т.1. Сказка великорусская, украинская и белорусская. Ч.1. Сказки о невинногонимых / Р. М. Волков . — Харьков: Госиздат Украины : 1-я Государственная типография им. Карла Маркса в Одессе, 1924 . — 239 с.
- Шевченко і російська література/ Р. М. Волков.// Шевченкові: Альманах. — Одеса, 1940. — С. 65 — 95.
- Реализм и народность баллад Пушкина/ Р. М. Волков. // Пушкин на юге: Труды пушкинской конференции Кишинева и Одессы. — Т. 1. — Кишинев, 1958. — С. 281—307.
- Народные истоки творчества А. С. Пушкина (баллады и сказки) / Р. М. Волков. — Черновцы, 1960. —  236 с.

## Нагороди
- Орден Леніна.
- Медалі «За трудову доблесть», «За доблесну працю у Великій Вітчизняній войні 1941—1945 рр.».

## Вшанування пам'яті
- Літературознвці України проводять Волковські читання, присвячені дослідженням у галузі літературознавства та фольклористики.

## Родина
- Син: Волков Анатолій Романович — літературознавець, доктор філологічних наук, професор, випускник Одеського педагогічного інституту.

- Онук: Волков Роман Анатолійович — доктор біологічних наук, професор, випускник Чернівецького державного університету.